# Frecăței (Brăila)
Pour les articles homonymes, voir Frecăței.
Frecăței est une commune roumaine située dans le județ de Brăila.